# Alexander Bard
Alexander Bard (nacido el 17 de marzo de 1961 en Motala, Suecia) es un músico, actor, autor y sociotecnólogo sueco.
Autor junto con Jan Söderqvist, de los libros "Nätokraterna" (editado en español como "Netocracia" en 2002), donde desarrolla los conceptos de netocracia y plurarquía y "Det globala imperiet", traducido a la lengua inglesa.
Fue miembro de las bandas de dance suecas Army of Lovers y Bodies Without Organs (BWO). Actualmente forma parte de la banda pop sueca Gravitonas. En 2013 volvió a reunirse con los integrantes originales de Army of Lovers para concursar en el Melodifestivalen 2013.

## Antecedentes y educación
Bard nació en Medevi, Municipio de Motala, Suecia el 17 de marzo de 1961. Tras completar su educación secundaria superior, Bard estudió en los Estados Unidos y en Ámsterdam, Países Bajos. Mientras vivía en Ámsterdam se ganó parte de su vida como trabajador sexual. Bard regresó a Suecia para estudiar en la Escuela de Economía de Estocolmo desde 1984 hasta 1989. Además de sus estudios de economía, tomó un gran interés en la filosofía y teoría social con la intención explícita de convertirse en un escritor y profesor de filosofía. Bard es juez en Swedish Idol, un spin-off de American Idol, desde 2011.

## Literatura y docencia
Bard ha escrito tres libros de la revolución de Internet, conocidos colectivamente como The Futurica Trilogy, junto al teórico de los medios Jan Söderqvist. Su primera colaboración La netocracia fue publicada originalmente en sueco en el 2000, se puso a la venta en español en 2002, y desde entonces ha sido traducida a más de 16 idiomas con un total de ventas mundiales excediendo las 340.000 copias.
El segundo libro The Global Empire fue publicado originalmente en sueco en 2003, mientras que la tercera entrega de la trilogía The Body Machines fue publicada originalmente en sueco en 2009. Estos dos últimos trabajos fueron publicados en inglés en 2012, completando The Futurica Trilogy, en la cual los autores presentan su visión filosófica de una sociedad global y cada vez más virtual, como consecuencia de la revolución de Internet. Bard y Söderqvist han anunciado trabajar en cuarto libro juntos, enfocándose en la metafísica y la era de la información, para publicarse en otoño de 2014.
Bard lleva dando conferencias públicas desde 1997, incluyendo tres presentaciones TEDx (a partir de 2013), con un enfoque principal en las implicaciones sociales de la revolución de Internet y se ha convertido en uno de los principales oradores en la gira internacional de ciencia de la administración.

## Carrera musical
Bard empezó su carrera musical en 1982 con el sencillo Life in a Goldfish Bowl publicado bajo el nombre de Baard, un proyecto fusión synth-punk que había formado con dos bailarinas de estriptis. Más tarde tuvo algo de éxito menor como Barbie, donde se pudo ver a Bard travestido interpretando canciones bubblegum pop.
Tras abandonar el trabajo en el segundo álbum de Barbie, Bard formó Army of Lovers con dos miembros de Barbie, Jean-Pierre Barda y La Camilla. Army of Lovers tuvo más de 20 éxitos pan-europeos, siendo los mayores Crucified, Obsession y Sexual Revolution, mientras que su presencia en los EE. UU. y el Reino Unido estuvo limitada a repetidos éxitos de discoteca. Publicaron cinco álbumes de estudio, hicieron más de 20 vídeos musicales, y llegaron a ser fenomenalmente exitosos por toda Europa Oriental, antes de que Bard disolviese el grupo en 1996. Army of Lovers ha obtenido posteriormente un extendido prestigio icónico en la cultura gay, a menudo referido como el perfecto ejemplo de la toma posmoderna en ideales del camp. Alexander Bard también trabajó en la producción y composición del grupo de chicas sueco Midi, Maxi & Efti.
Siguiendo la desaparición de Army of Lovers, Bard fundó Vacuum, un proyecto de synthopop sinfónico presentando a Bard, Marina Schiptjenko (anteriormente en el grupo de synthopop Page), y un recién llegado Mattias Lindblom. Su sencillo debut I Breathe fue uno de los sencillos de venta más rápida en Suecia en 1997 y también encabezó la lista de sencillos en Italia. Los lanzamientos posteriores no funcionaron tan bien, excepto en Rusia y Ucrania, y Bard lo abandonó después de solo dos álbumes. Reformó Army of Lovers brevemente en el 2000 para un puñado de canciones nuevas y una colección de grandes éxitos, y posteriormente coescribió y coprodujo los dos primeros álbumes de Alcazar.
En 2005, Bard lanzó un nuevo proyecto musical llamado BWO (siglas de Bodies Without Organs), junto a Marina Schiptjenko y el nuevo vocalista Martin Rolinski. Su álbum debut Prototype generó siete éxitos top 20 en Escandinavia y toda Europa Oriental y alcanzó el estado de platino. Un segundo álbum Halcyon Days, fue publicado en abril de 2006 que alcanzó el oro y generó cuatro exitosos sencillos adicionales. 2007 vio la publicación de un tercer álbum, Fabricator, seguido por un álbum recopilatorio de 2008 y la publicación en 2009 de un cuarto álbum de estudio, Big Science.
En abril de 2010, Bard anunció que estaba trabajando con el coproductor Henrik Wikström en un nuevo proyecto llamado Gravitonas, firmado a Universal Music Group mundialmente. El proyecto, descrito como electro-rock, y representado por el propio Bard y el vocalista Andreas Öhrn, publicó un primer EP digital en mayo de 2010 y tuvo sus primeros éxitos de listas en Suecia y Rusia en el otoño de 2010. Desde que se negaron a publicar grabaciones físicas atadas a las campañas tradicionales de promoción de medios y en su lugar publicar estrictamente su música a través del streaming y las descargas y en EP en vez de formato álbum, Gravitonas ha sido apodada «La primera banda Spotify del mundo» por los blogueros y la prensa musical. La amistad pública de Bard con el fundador de Spotify Daniel Ek ha influido en este hecho. Además de varios éxitos número 1 por el continente europeo, Gravitonas también ha alcanzado un seguimiento considerable como acto dance en los EE. UU., con tres éxitos hasta la fecha en la Billboard Top 50 Club Play Chart.
Además del grupo mencionado arriba, Alexander Bard también ha trabajado como compositor y productor para varios artistas suecos, en los 80 principalmente con Ola Håkansson y Tim Norell, a principios de los 90 con Anders Wollbeck y Per Adebratt—especialmente  a principios de los 90 en Columbia Records firmó con el acto de culto africano Midi Maxi & Efti—y más recientemente principalmente con Anders Hansson y Henrik Wikström.
Bard fue cofundador de Stockholm Records y lleva varios negocios musicales y de internet. En agosto de 2011, Bard se unió al jurado de la versión sueca del programa de TV Idol, compartiendo plató con el productor musical de Céline Dion Anders Bagge, siendo rápidamente conocido como El Simon Cowell escandinavo debido a su famosa y característicamente honrada aspereza a la hora de comentar a los concursantes.
Army of Lovers se reunió en 2013, publicando un nuevo álbum recopilatorio titulado Big Battle of Egos presentando cuatro pistas nuevas incluyendo el sencillo principal y vídeo Signed On My Tattoo, un dueto con Gravitonas. La banda citó razones políticas, incluyendo su abierta oposición a los incrementados homofobia y antisemitismo en Europa, para la reunificación, después de encabezar tanto las festividades de 2013 del Orgullo en Copenhague y Belgrado como varios programas de TV en Suecia, Polonia, Rusia y Ucrania.
También es miembro del jurado en Talang 2017, que se emite en TV4.

## Activismo religioso
Bard comenzó a estudiar el zoroastrismo en 1983, y se inició a la fe en Gotemburgo en 1997 donde un sacerdote (mobad), llamado Kamran Jamshidi, celebró su Navjote. En 2012, Bard fue anunciado como uno de los cofundadores de una iniciativa internacional llamada El Movimiento Sinteísta. Originalmente una idea atribuida al filósofo  surrealista francés Georges Bataille en los años 50, el lanzamiento de la iglesia de 2012 estuvo inspirado por la publicación simultánea del libro Religión para ateos del filósofo suizo Alain de Botton. Bard ha declarado su participación en el nuevo movimiento religioso como consecuencia lógica del hecho de considerar a Zoroastro, el fundador de la fe zoroastriana, como el sinteísta original.

## Activismo político
En varias ocasiones, Bard ha causado mucha controversia apareciendo en TV y radio nacional sueca, y escribiendo artículos, promoviendo el uso de sustancias narcóticas y una liberalización de las rigurosas leyes suecas de las drogas. También ha sido activista político para los derechos de los trabajadores sexuales y las minorías sexuales. Un autoproclamado libertino bisexual, Bard vivió una muy publicitada relación en los años 90 con la antropóloga y escritora sueca Petra Östergren. Regresó a la política en junio de 2008 como uno de los fundadores de la red cibernética liberal Liberati. Esta fue inicialmente organizada como un grupo de soporte para el miembro del Parlamento sueco Camilla Lidberg y su fuerte oposición al espionaje del gobierno a los ciudadanos en línea.
Liberati se disolvió tras las elecciones de 2010, cuando vieron el resultado electoral como una derrota para el liberalismo. Bard dejó consecuentemente el Partido Popular para unirse a la competencia, el Partido del Centro, donde cofundó la rama en línea del partido, Cybercentern, con el parlamentario sueco y de la Unión Europea Fredrick Federley en septiembre de 2011. Bard abandonó el Partido del Centro en febrero de 2014 para unirse al Partido Pirata, posiblemente como el primer «pirata» de la industria de la música. Creía en que la única manera de prevenir que Suecia se convirtiese en un estado policíaco sería mediante la formación de un movimiento político enteramente nuevo firmemente dedicado a su causa. Bard ha estado desde entonces estrechamente vinculado y ha actuado públicamente junto al fundador del Partido Pirata Rick Falkvinge en numerosas ocasiones, admitiendo que comparten la última convicción política liberal.